# Komet Longmore
Komet Longmore  (uradna oznaka je 77P/Longmore) je periodični komet z obhodno dobo okoli 6,8 let. Komet pripada Jupitrovi družini kometov . 

## Odkritje[2]
V okviru programa Southern Sky Survey je Andrew Jonathan Longmore našel komet na fotografski plošči, ki je bila posneta 10. junija 1975 na Observatoriju Siding Spring v Avstraliji.

## Lastnosti
Komet ima premer 8,2 km .

Ob odkritju je imel magnitudo okoli 17.